# Diner (ristorante)

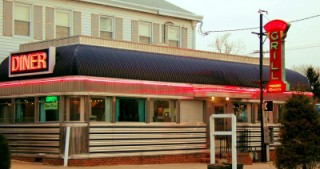
Diner a Freehold, New Jersey

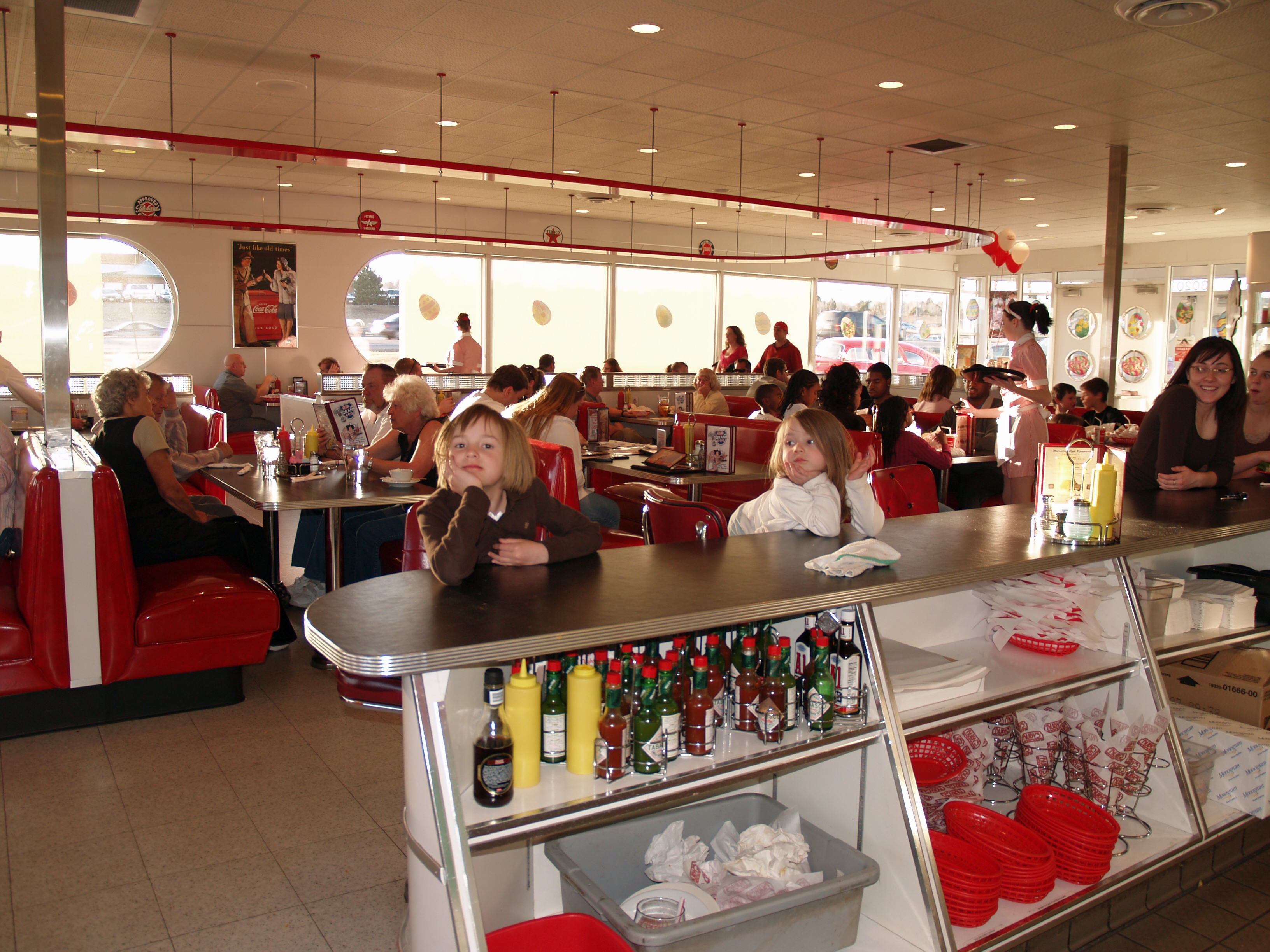
Interno di un diner a Colorado Springs

Per diner si intende un tipo di ristorante diffuso soprattutto negli Stati Uniti d'America nord-orientali e nel Midwest, e, in misura minore, in altre parti degli Stati Uniti, in Canada e, talvolta, in Europa occidentale. 

## Descrizione e storia
I diner propongono soprattutto cucina statunitense, accompagnata da un'atmosfera informale e da un servizio che, tipicamente, combina servizio al tavolo e al caratteristico bancone, dove gli avventori sono spesso serviti direttamente da un cuoco. La maggior parte dei diner ha orari assai prolungati, molti sono aperti 24 ore su 24, specie in prossimità di autostrade e di aree in cui è diffuso il lavoro notturno.
Alcuni dei primi ristoranti diner venivano ricavati da vagoni ferroviari dismessi, mantenendo la struttura aerodinamica esterna e l'arredamento interno.  Dagli anni 1920 agli anni 1940 i diner, allora conosciuti come "lunch cars", erano di solito prefabbricati e consegnati direttamente sul posto. Per questo, i primi diner erano molto piccoli e stretti in modo da poter essere trasportati interi via treno o camion. Se i diner delle origini erano gestiti direttamente dal proprietario, in un secondo tempo sono sorte vere e proprie catene di ristorazione.
I diner tipicamente servono piatti della cucina americana come hamburger, patate fritte, club sandwich e altri cibi semplici, veloci ed economici, come il polpettone. Molti cibi erano grigliati, dato che il grill era l'elemento principe nelle cucine dei primi diner. Bevande comuni sono oggi caffè e milkshake, spesso accompagnati a dolci quali le tipiche torte, di solito esposte in teche di vetro.
I classici diner americani spesso presentano un rivestimento esterno in acciaio inossidabile, caratteristica unica di questo tipo di architettura. Altro elemento che contraddistingue molti diner è lo stile volutamente retrò, che spesso rimanda agli anni 1950.